# Carta de Ruhollah Khomeini a Mikhail Gorbatchov
Em 7 de janeiro de 1989, Ruhollah Khomeini, líder supremo do Irã, enviou uma carta a Mikhail Gorbatchov, o Secretário-Geral da União Soviética. Esta carta foi a única mensagem escrita de Khomeini a um líder estrangeiro. A carta de Khomeini foi entregue pelos políticos iranianos Abdollah Javadi Amoli, Mohammad-Javad Larijani e Marzieh Hadidchi. Na carta, Khomeini declarou que o comunismo estava a dissolver-se no bloco soviético, e convidou Gorbatchov a considerar o Islã como uma alternativa à ideologia comunista.

## Carta a Gorbachev
Ruhollah Khomeini escreveu a Mikhail Gorbatchov em 3 de janeiro de 1989. Em 7 de janeiro, os representantes de Khomeini, Abdollah Javadi Amoli, Mohammad-Javad Larijani e Marzieh Hadidchi, foram a Moscou para entregar oficialmente a carta. Autoridades soviéticas encontraram a delegação iraniana no aeroporto. Gorbachev então se encontrou com os representantes iranianos por aproximadamente duas horas, onde um intérprete traduziu a carta para Mikhail Gorbachev e seus colegas. Quando alguma parte da carta não estava clara, o intérprete pediu que a delegação iraniana esclarecesse. Gorbachev ouviu educadamente e tomou nota do seu conteúdo. O conteúdo da carta foi mantido em segredo, e por isso os funcionários soviéticos não sabiam que era um convite para considerar o Islã.

## Conteúdo
Em sua carta, Khomeini parabenizou Gorbachev, dizendo que ele demonstrou bravura ao lidar com o mundo moderno e elogiou sua reconstrução dos princípios soviéticos. Ele sugeriu o islamismo como uma alternativa à ideologia comunista e recomendou filósofos muçulmanos como Ibn Arabi, Avicena e Al-Farabi .
A carta incluía uma previsão sobre o fim do marxismo e o colapso do comunismo. Khomeini declarou: "Sr. Gorbachev! É claro para todos que, de agora em diante, o comunismo só terá que ser encontrado nos museus da história política mundial, pois o marxismo não pode atender a nenhuma das necessidades reais da humanidade. O marxismo é uma ideologia materialista e não pode tirar a humanidade da crise causada pela falta de crença na espiritualidade, a principal aflição da sociedade humana no Oriente e no Ocidente." Khomeini alertou Gorbachev "para não cair nos braços do capitalismo ocidental." Khomeini acrescentou ainda na carta que: "O principal problema que seu país enfrenta não é a propriedade privada, a liberdade e a economia; seu problema é a ausência de verdadeira fé em Deus."

## Reação de Gorbatchov
Após ouvir o texto da carta, Gorbachev agradeceu a Ruhollah Khomeini pela carta e disse: "Enviarei uma resposta a esta carta o mais rápido possível" e acrescentou: "Entregaremos [a carta de Khomeini] aos clérigos soviéticos". Referindo-se ao convite de Khomeini ao islamismo, ele disse: "Estamos aprovando a lei da liberdade religiosa na União Soviética. Já afirmei antes que, apesar de termos ideologias diferentes, podemos ter um relacionamento pacífico". Ele então sorriu e disse: "O Imame Khomeini nos convidou para o Islã; temos que convidá-lo para nossa escola de pensamento?" Então ele acrescentou: "Este convite é uma interferência na questão interna de um país porque cada país é livre para selecionar sua escola de pensamento".
Após ouvir a resposta de Gorbachev, o aiatolá Amoli, chefe dos representantes iranianos, agradeceu a Gorbachev por sua atenção. Ele disse: "...nós prezamos a liberdade religiosa e esperamos uma condição amigável para que todas as pessoas possam conviver entre si, visto que cada uma tem suas próprias escolas de pensamento. Mas a questão da interferência deve ser esclarecida. Vocês são livres na Rússia para fazer o que quiserem, e ninguém tem o direito de interferir neste domínio. O conteúdo da carta não tinha nada a ver com o materialismo e o território da Rússia; apenas se referia às suas almas".
Em Fevereiro de 1989, Eduard Shevardnadze, Ministro dos Negócios Estrangeiros da União Soviética, entregou a resposta de Gorbachev a Khomeini quando este viajou para o Irã.

## Controvérsia no Irã
A carta tornou-se controversa entre os clérigos xiitas da cidade iraniana de Qom, que consideravam os pensamentos dos místicos e filósofos muçulmanos como heréticos. Numa carta a Khomeini, lamentaram a necessidade de Khomeini de remeter Gorbachev para pensadores “desviantes”, “heréticos” e “sunitas”, argumentando que o Alcorão era suficiente para apoiar os princípios islâmicos. No entanto, a carta foi e continua a ser celebrada pelo governo iraniano.

## Carta de Ali Khamenei
Mohammad-Javad Larijani, membro da delegação iraniana que transmitiu a carta de Khomeini, disse: "...uma mensagem do líder da Revolução Islâmica, aiatolá Ali Khamenei, dirigida à juventude ocidental, complementa uma carta de 1989 escrita pelo falecido imã Khomeini ao ex-líder soviético, Mikhail Gorbachev". Ele afirmou que as cartas de Khomeini e Khamenei (Aos Jovens da Europa e da América do Norte e Aos Jovens dos Países Ocidentais) convidam as pessoas do Ocidente a compreender o Islã.